# Коли відпочивають янголи
«Коли відпочивають янголи» (рос. Когда отдыхают ангелы) — Повість для дітей письменниці та педагога Марини Аромштам. «Коли відпочивають янголи» удостоєна високих літературних відзнак. У Росії, на батьківщині автора, книжка здобула Велику премію Національної дитячої літературної премії «Заповітна мрія», до того ж, перше місце їй присудило саме дитяче журі. А у Європі вона стала однією з «Білих ворон–2011».

## Історія створення
Формально «Коли відпочивають янголи» — це розповідь дівчинки-школярки, що перемежовується уривками зі щоденника Марсем. Представляючи подвійний — дитячий і дорослий — погляд на одні й ті ж події, демонструючи, яку реакцію викликають слова й учинки молодших у старших та навпаки, Марина Аромштам говорить з юними й дорослими читачами книги про те, як важливо, повертаючись до згаданого на початку розповіді, давати янголам відпочивати. Так, кожен із нас, скільки б років йому не було, може помилятися, може з тих чи інших причин допускати негідні думки й робити негідні вчинки. У книзі немає ідеальних і бездоганних персонажів, проте вони не можуть не викликати співпереживання, вони справжні, психологічно переконливі — й у цьому безперечна заслуга авторки. Марина Аромштам максимально відверта, вона не боїться торкатися, причому дуже акуратно, навіть досить неоднозначних, проте неуникних проблем, як наприклад, взаємостосунків школярів передпубертатного віку, про які далеко не всі наважуються говорити. Цілком можливо, «Коли відпочивають янголи» — це не зразок літературної досконалості, адже часом белетристика відступає перед дидактикою, проте це, безсумнівно, потрібна книга. Книга, яка без зайвих перегинів, відверто, правдиво й зворушливо розповідає про сучасну школу, про сучасних учителів та учнів.

## Учитель як герой нашого часу
Ось одна із цитат повісті: "Якось я зустріла людину, яка щодня перед заходом сонця начищала до блиску свою лопату. Лопата сяяла так, що в неї можна було дивитись, як у дзеркало. Я запитала, навіщо вона це робить. «У кожного з нас є янгол, — сказала та людина. — Той, що відповідає за наші вчинки. Але янголи не можуть займатися лише нами. Якщо ми щось робимо правильно — бодай щось робимо правильно, вони летять в інших важливих справах. І тоді одним лихом у світі стає менше. Якщо ж ми капостимо, янголи мусять залишатися поруч — виправляти наші капості. Мій янгол знає: увечері я завжди чищу лопату. У цей час він може бути за мене спокійний, може від мене відпочити. І він летить рятувати когось — від бурі, каменепаду, землетрусу. Летить туди, де потрібні зусилля багатьох янголів. І якщо бодай один із них не з'явиться в потрібний момент, наслідки можуть бути украй сумними». Саме ця історія пояснює назву книги російського педагога Марини Аромштам «Коли відпочивають янголи». На початку ХХІ століття кого б можна було назвати «героями нашого часу», але навряд чи вчителів, тим більше вчителів початкових класів, як одна із головних персонажів книги Маргарита Семенівна або ж, як її називають у школі, Марсем